# Ottarathiri Township
Ottarathiri Township (Birmaans: ဥတ္တရသီရိမြို့နယ်) is een van de acht townships van Naypyidaw Union Territory, Myanmar. 